# 安竹宮
安竹宮，日本政治名词，由1987年参加自民党总裁竞选的三位候选人安倍晋太郎、竹下登、宫泽喜一三人的名字中各取一字而成，代表當時自民黨內的新一代接班人。後來竹下登在1987-1989年、宮澤喜一在1991-1993年任首相。